# Хоружі
Хору́жі — село в Україні, у Решетилівській міській громаді Полтавського району Полтавської області. Населення становить 75 осіб. До 2020 орган місцевого самоврядування — Решетилівська селищна рада.

## Населення

### Мова
Розподіл населення за рідною мовою за даними :
| Мова            | Кількість | Відсоток |
| --------------- | --------- | -------- |
| українська      | 55        | 91.67 %  |
| російська       | 1         | 1.66 %   |
| інші/не вказали | 4         | 6.67 %   |
| Усього          | 60        | 100 %    |

## Географія
Село Хоружі знаходиться на лівому березі річки Говтва, нижче за течією від місця впадання в неї річки Вільхова Говтва, нижче за течією на відстані 3 км та на протилежному березі — смт Решетилівка.

## Історія
12 червня 2020 року, відповідно до розпорядження Кабінету Міністрів України № 721-р «Про визначення адміністративних центрів та затвердження територій територіальних громад Полтавської області», село увійшло до складу Решетилівської міської громади.
19 липня 2020 року, в результаті адміністративно — територіальної реформи та ліквідації Решетилівського району, село увійшло до складу новоутвореного Полтавського району Полтавської області.